# اندراژ کرم
اندراژ کرم (هلندی: Andraž Kirm؛ زادهٔ ۶ سپتامبر ۱۹۸۴) یک بازیکن فوتبال اهل اسلوونی است.
وی همچنین در تیم ملی فوتبال اسلوونی بازی کرده‌است.